# Lista de hat-tricks na Copa do Mundo FIFA

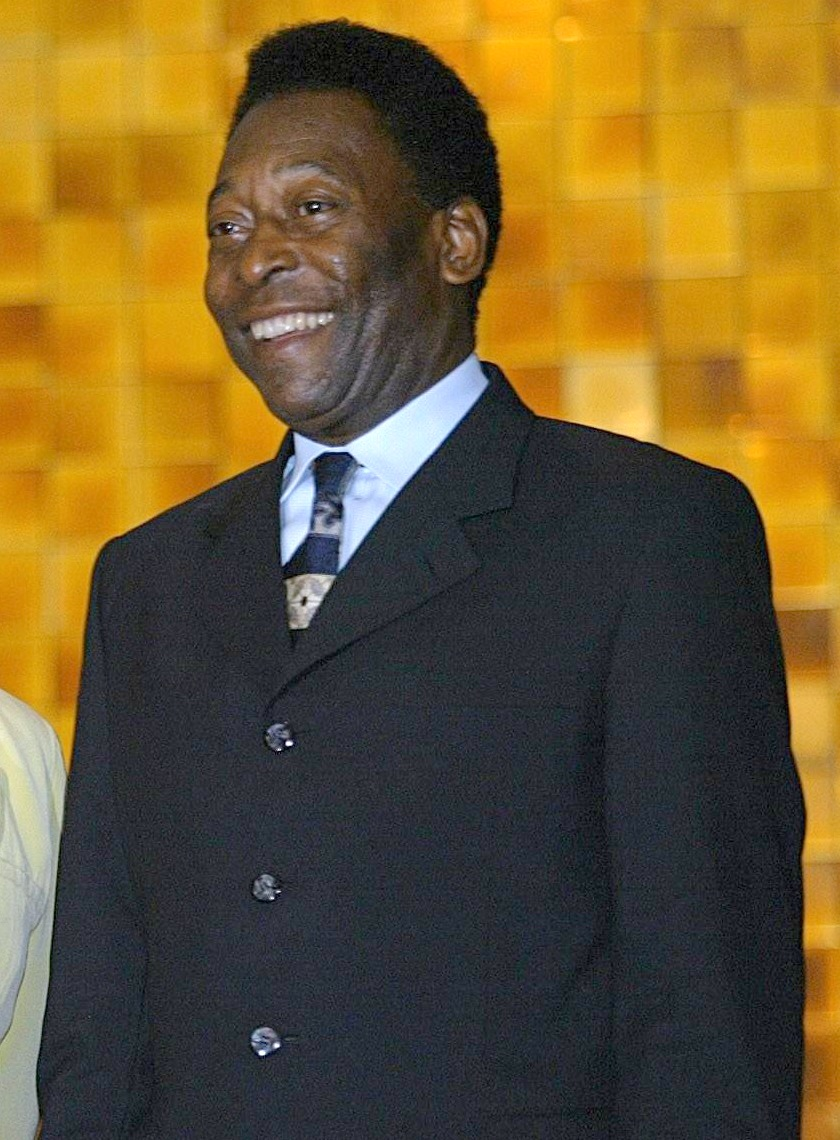
Pelé, o jogador mais jovem a marcar um hat-trick em Copas do Mundo FIFA.

Esta é a lista de hat-tricks em Copas do Mundo FIFA, que ocorrem quando um futebolista marca três ou mais gols em uma mesma partida da Copa do Mundo FIFA (eliminatórias não contam). Marcar um hat-trick em uma Copa do Mundo é um evento relativamente raro: apenas 55 hat-tricks foram marcados em 900 jogos e 21 edições, uma média de 1 a cada 17,53 jogos e 2,5 a cada edição (até 2022).
O primeiro hat-trick foi marcado por Bert Patenaude, dos Estados Unidos, em partida contra o Paraguai na Copa do Mundo FIFA de 1930; e o mais recente foi de Kylian Mbappé, de França, jogando contra a Argentina na final da Copa do Mundo FIFA de 2022. A única Copa do Mundo que não teve nenhum hat-trick foi a de 2006, realizada na Alemanha. O recorde de hat-tricks marcados em uma mesma Copa é de oito, ocorrido na Copa do Mundo FIFA de 1954, na Suíça, que também detêm a maior média, com 0,30 hat-tricks por jogo ou 1 a cada 3,25 jogos (o torneio teve 26 partidas).

## Marcas
Bert Patenaude, dos Estados Unidos foi o primeiro jogador a marcar um hat-trick em uma partida de Copa do Mundo, em 19 de julho de 1930, contra o Paraguai. Até novembro de 2006, a FIFA reconhecia Guillermo Stábile, da Argentina como o autor do feito, mas um gol na partida contra o Paraguai que tinha sido marcado por Tom Florie, foi reatribuído a Patenaude. Entretanto, os três gols de Stábile em partida daquele mesmo torneio faz dele o único a marcar um hat-trick em seu primeiro jogo internacional.
Quatro jogadores marcaram dois hat-tricks em Copas do Mundo: Sándor Kocsis (ambos em 1954); Just Fontaine (ambos em 1958); Gerd Müller (ambos em 1970); e Gabriel Batistuta (1994 e 1998). Batistuta é o único jogador que marcou hat-tricks em duas Copas do Mundo. Kocsis e Müller marcaram os seus em partidas consecutivas.
Oleg Salenko é o único jogador na história da Copa do Mundo a fazer uma Manita, ou seja, a marcar cinco gols em uma única partida. Este fato ocorreu na partida da Copa do Mundo FIFA de 1994 entre Rússia e Camarões. Ocorreram seis poker-tricks: 4 gols no mesmo jogo.
Em derrotas de seus times, dois jogadores marcaram três gols: Josef Hügi (5-7, 1954); e Igor Belanov (3-4, 1986), mas apenas Ernest Wilimowski marcou quatro (5-6, 1938). Em três ocasiões, foram marcados dois hat-tricks no mesmo jogo. A primeira, em 1938, quando a Suécia derrotou Cuba, Gustav Wetterström e Harry Andersson, jogadores da Suécia, marcaram três gols cada um. A segunda, também ocorreu na Copa de 1938, no jogo Polônia 5 x 6 Brasil, Leônidas da Silva fez três gols para o Brasil e Ernest Wilimowski para a Polónia. A terceira e última ocorreu em 1954: quando a Áustria derrotou a Suíça por 7 a 5. Theodor Wagner e Josef Hügi marcaram hat-tricks para a Áustria e para a Suíça, respectivamente.
Geoff Hurst marcou um hat-trick em uma final de Copa do Mundo, pela Inglaterra contra a Alemanha Ocidental na final da Copa do Mundo FIFA de 1966. Na final da Copa do Mundo FIFA de 2022, Kylian Mbappé repetiria o feito, pela França contra a Argentina.
Os únicos jogadores que marcaram três gols de cabeça em uma mesma partida são Tomáš Skuhravý em 1990 e Miroslav Klose em 2002.
O jogador mais jovem a conseguir o feito é Pelé, com 17 anos e 244 dias, cinco dias após fazer a sua estreia na Copa do Mundo. Já o mais velho é o português Cristiano Ronaldo, que anotou um hat-trick com 33 anos e 131 dias de idade.

## Lista de hat-tricks
| 1.  | Bert Patenaude        | Estados Unidos     | 3x0       | Paraguai           | 3–(10', 15', 50')           | Primeira fase             | 17 de julho    | 1930 | [ 2 ]  |
| 2.  | Guillermo Stábile     | Argentina          | 6x3       | México             | 3–(8', 17', 80')            | Primeira fase             | 19 de julho    | 1930 | [ 23 ] |
| 3.  | Pedro Cea             | Uruguai            | 6x1       | Iugoslávia         | 3–(18', 67', 72')           | Semifinal                 | 27 de julho    | 1930 | [ 24 ] |
| 4.  | Angelo Schiavio       | Itália             | 7x1       | Estados Unidos     | 3–(18', 29', 64')           | Primeira fase             | 27 de maio     | 1934 | [ 25 ] |
| 5.  | Edmund Conen          | Alemanha           | 5x2       | Bélgica            | 3–(66', 70', 87')           | Primeira fase             | 27 de maio     | 1934 | [ 26 ] |
| 6.  | Oldřich Nejedlý       | Tchecoslováquia    | 3x1       | Alemanha           | 3–(19', 71', 80')           | Semifinal                 | 3 de junho     | 1934 | [ 27 ] |
| 7.  | Ernest Wilimowski     | Polónia            | 5x6       | Brasil             | 4–(53', 59', 89', 118')     | Oitavas-de-final          | 5 de junho     | 1938 | [ 16 ] |
| 8.  | Leônidas da Silva     | Brasil             | 6x5       | Polónia            | 3–(18', 93', 104')          | Oitavas-de-final          | 5 de junho     | 1938 | [ 16 ] |
| 9.  | Gustav Wetterström    | Suécia             | 8x0       | Cuba               | 3–(32', 37', 44')           | Quartas-de-final          | 12 de junho    | 1938 | [ 17 ] |
| 10. | Harry Andersson       | Suécia             | 8x0       | Cuba               | 3–(9', 80', 81')            | Quartas-de-final          | 12 de junho    | 1938 | [ 17 ] |
| 11. | Gyula Zsengellér      | Hungria            | 5x1       | Suécia             | 3–(19', 39', 85')           | Semifinal                 | 16 de junho    | 1938 | [ 29 ] |
| 12. | Oscar Míguez          | Uruguai            | 8x0       | Bolívia            | 3–(14', 45', 56')           | Primeira fase             | 3 de julho     | 1950 | [ 30 ] |
| 13. | Ademir de Menezes     | Brasil             | 7x1       | Suécia             | 4–(17', 36', 52', 58')      | Fase final                | 9 de julho     | 1950 | [ 31 ] |
| 14. | Sándor Kocsis         | Hungria            | 9x0       | Coreia do Sul      | 3–(24', 36', 50')           | Primeira fase             | 17 de junho    | 1954 | [ 5 ]  |
| 15. | Erich Probst          | Áustria            | 5x0       | Tchecoslováquia    | 3–(4', 21', 24')            | Primeira fase             | 19 de junho    | 1954 | [ 32 ] |
| 16. | Carlos Borges         | Uruguai            | 7x0       | Escócia            | 3–(17', 47', 57')           | Primeira fase             | 19 de junho    | 1954 | [ 33 ] |
| 17. | Sándor Kocsis         | Hungria            | 8x3       | Alemanha Ocidental | 4–(3', 21', 67', 78')       | Primeira fase             | 20 de junho    | 1954 | [ 6 ]  |
| 18. | Burhan Sargın         | Turquia            | 7x0       | Coreia do Sul      | 3–(37', 64', 70')           | Primeira fase             | 20 de junho    | 1954 | [ 6 ]  |
| 19. | Max Morlock           | Alemanha Ocidental | 7x2       | Turquia            | 3–(30', 60', 77')           | Primeira fase             | 23 de junho    | 1954 | [ 34 ] |
| 20. | Theodor Wagner        | Áustria            | 7x5       | Suíça              | 3–(25', 27', 53')           | Quartas-de-final          | 26 de junho    | 1954 | [ 14 ] |
| 21. | Josef Hügi            | Suíça              | 5x7       | Áustria            | 3–(17', 19', 58')           | Quartas-de-final          | 26 de junho    | 1954 | [ 14 ] |
| 22. | Just Fontaine         | França             | 7x3       | Paraguai           | 3–(24', 30', 67')           | Primeira fase             | 8 de junho     | 1958 | [ 7 ]  |
| 23. | Pelé                  | Brasil             | 5x2       | França             | 3–(52', 64', 75')           | Semifinal                 | 24 de junho    | 1958 | [ 35 ] |
| 24. | Just Fontaine         | França             | 6x3       | Alemanha Ocidental | 4–(16', 36', 78', 89')      | Disputa do terceiro lugar | 28 de junho    | 1958 | [ 8 ]  |
| 25. | Flórián Albert        | Hungria            | 6x1       | Bulgária           | 3–(1', 6', 53')             | Primeira fase             | 3 de junho     | 1962 | [ 36 ] |
| 26. | Eusébio               | Portugal           | 5x3       | Coreia do Norte    | 4–(27', 43' , 56', 59')     | Quartas-de-final          | 23 de julho    | 1966 | [ 37 ] |
| 27. | Geoff Hurst           | Inglaterra         | 4x2       | Alemanha Ocidental | 3–(18', 101', 120')         | Final                     | 30 de julho    | 1966 | [ 18 ] |
| 28. | Gerd Müller           | Alemanha Ocidental | 5x2       | Bulgária           | 3–(27', 52', 88')           | Primeira fase             | 7 de junho     | 1970 | [ 9 ]  |
| 29. | Gerd Müller           | Alemanha Ocidental | 3x1       | Peru               | 3–(19', 26', 39')           | Primeira fase             | 10 de junho    | 1970 | [ 10 ] |
| 30. | Dušan Bajević         | Iugoslávia         | 9x0       | Zaire              | 3–(8', 30', 81)             | Primeira fase             | 18 de junho    | 1974 | [ 38 ] |
| 31. | Andrzej Szarmach      | Polónia            | 7x0       | Haiti              | 3–(30', 34', 50')           | Primeira fase             | 19 de junho    | 1974 | [ 39 ] |
| 32. | Rob Rensenbrink       | Países Baixos      | 3x0       | Irã                | 3–(40', 62', 79')           | Primeira fase             | 3 de junho de  | 1978 | [ 40 ] |
| 33. | Teófilo Cubillas      | Peru               | 4x1       | Irã                | 3–(36', 39', 79')           | Primeira fase             | 11 de junho    | 1978 | [ 41 ] |
| 34. | László Kiss           | Hungria            | 10x1      | El Salvador        | 3–(69', 72', 76')           | Primeira fase             | 15 de junho    | 1982 | [ 42 ] |
| 35. | Karl-Heinz Rummenigge | Alemanha Ocidental | 4x1       | Chile              | 3–(9', 57', 66')            | Primeira fase             | 20 de junho    | 1982 | [ 43 ] |
| 36. | Zbigniew Boniek       | Polónia            | 3x0       | Bélgica            | 3–(4', 26', 53')            | Segunda fase              | 28 de junho    | 1982 | [ 44 ] |
| 37. | Paolo Rossi           | Itália             | 3x2       | Brasil             | 3–(5', 25', 74)             | Segunda fase              | 5 de julho     | 1982 | [ 45 ] |
| 38. | Preben Elkjær Larsen  | Dinamarca          | 6x1       | Uruguai            | 3–(11', 67', 80')           | Primeira fase             | 8 de junho     | 1986 | [ 46 ] |
| 39. | Gary Lineker          | Inglaterra         | 3x0       | Polónia            | 3–(9', 14', 34')            | Primeira fase             | 11 de junho    | 1986 | [ 47 ] |
| 40. | Igor Belanov          | União Soviética    | 4x3       | Bélgica            | 3–(27', 70', 111')          | Oitavas-de-final          | 15 de junho    | 1986 | [ 15 ] |
| 41. | Emilio Butragueño     | Espanha            | 6x1       | Dinamarca          | 4–(43', 56', 80', 88')      | Oitavas-de-final          | 18 de junho    | 1986 | [ 48 ] |
| 42. | Míchel                | Espanha            | 3x1       | Coreia do Sul      | 3–(22', 61', 81')           | Primeira fase             | 17 de junho    | 1990 | [ 49 ] |
| 43. | Tomáš Skuhravý        | Tchecoslováquia    | 4x1       | Costa Rica         | 3–(12', 63', 82')           | Oitavas-de-final          | 23 de junho    | 1990 | [ 50 ] |
| 44. | Gabriel Batistuta     | Argentina          | 4x0       | Grécia             | 3–(2', 44', 89')            | Primeira fase             | 21 de junho    | 1994 | [ 11 ] |
| 45. | Oleg Salenko          | Rússia             | 6x1       | Camarões           | 5–(14', 41', 44', 72', 75') | Primeira fase             | 28 de junho    | 1994 | [ 13 ] |
| 46. | Gabriel Batistuta     | Argentina          | 5x0       | Jamaica            | 3–(72', 80', 82')           | Primeira fase             | 21 de junho    | 1998 | [ 12 ] |
| 47. | Miroslav Klose        | Alemanha           | 8x0       | Arábia Saudita     | 3–(20', 25', 70')           | Primeira fase             | 1 de junho     | 2002 | [ 51 ] |
| 48. | Pauleta               | Portugal           | 4x0       | Polónia            | 3–(14', 65', 77')           | Primeira fase             | 10 de junho    | 2002 | [ 52 ] |
| 49. | Gonzalo Higuaín       | Argentina          | 4x1       | Coreia do Sul      | 3–(33', 76', 80')           | Primeira fase             | 17 de junho    | 2010 | [ 53 ] |
| 50. | Thomas Müller         | Alemanha           | 4x0       | Portugal           | 3–(12', 45', 78')           | Primeira fase             | 16 de junho    | 2014 | [ 54 ] |
| 51. | Xherdan Shaqiri       | Suíça              | 3x0       | Honduras           | 3–(6', 31', 71')            | Primeira fase             | 25 de junho    | 2014 | [ 55 ] |
| 52. | Cristiano Ronaldo     | Portugal           | 3x3       | Espanha            | 3–(03', 43', 87')           | Primeira fase             | 15 de junho    | 2018 | [ 56 ] |
| 53. | Harry Kane            | Inglaterra         | 6x1       | Panamá             | 3–(22', 45', 62')           | Primeira fase             | 24 de junho    | 2018 | [ 57 ] |
| 54. | Gonçalo Ramos         | Portugal           | 6x1       | Suíça              | 3–(17', 51', 67')           | Oitavas-de-final          | 6 de dezembro  | 2022 | [ 58 ] |
| 55. | Kylian Mbappé         | França             | 3(2)x3(4) | Argentina          | 3–(80', 81', 118')          | Final                     | 18 de dezembro | 2022 | [ 19 ] |